# 雅娜·马里诺娃
雅娜·梅里诺娃，保加利亞女演員。

## 生活與事業
雅娜於1978年8月17日出生，並完成了經濟學的高等教育課程。她於22歲時結婚，后生下一個兒子。作爲其職業生涯的一部分，她參與了保加利亞與外國的故事片和連續劇的演出，並出演了各種電視節目，在一些電影中擔任特技演員。

## 電視演出
雅娜·梅里诺娃在2015年在bTV的劇集Glass Home擔任愛琳娜·阿塔納索娃一角。
自2015年以來，雅娜主持節目《保加利亞之聲》。
在2016年，雅娜出演了bTV製作的電影11А。

## 演出作品

### 電影
| 年份 | 片名                         | 角色          | 注釋   |
| ---- | ---------------------------- | ------------- | ------ |
| 2004 | 「保加利亞」酒店（英語：Hotel "Bulgaria"）   | 卡琳娜        |        |
| 2007 | 史前巨鱷2（英語：Lake Placid 2）          | 莎朗          |        |
| 2008 | 劉德米爾和蘿絲菈娜（英語：Lyudmil & Roslana） | 薇若妮卡      |        |
| 2009 | 毀滅地球（英語：Annihilation Earth）           | 卡菈莉莎      |        |
| 2012 | 真實嗜血（英語：True Bloodthirst）           | 卡珊卓菈      |        |
| 2013 | 超級對撞機（英語：Supercollider (film)）         | 弗隆博士      |        |
| 2014 | 生活傳奇（英語：Living Legends (film)）           | 茉妮卡        |        |
| 2014 | 戰略陰謀5（英語：Sniper: Legacy）          | 克蘭          |        |
| 2016 | 11A                          | 琳娜          |        |
| 2016 | 愛的迷宮（英語：Labyrinths of Love）           |               |        |
| 2017 | 家庭BG（英語：Family BG）             | 愛琳娜        | 微電影 |
| 2017 | 安全（英語：Security (film)）               | 女SUV特工2號  |        |
| 2018 | 景點（英語：Attraction）               | 蘿菈·安潔洛娃 |        |
| 2019 | 正義的子彈（英語：Bullets of Justice）         | 妮娜          |        |
| 2019 | 佩利坎布魯特（英語：Pelikanblut）       | 希格麗德      |        |
| 2019 | 威爾丁斯（英語：Wildings）           | 柏莉安娜      |        |
| 2020 | 行動（英語：Action）               | 賽克蕾特莉    |        |

### 戲劇
| 年份 | 戲劇名稱                  | 角色   | 導演            |
| ---- | ------------------------- | ------ | --------------- |
| 2010 | 雲樂園（英語：Cloud Paradise）          | 薇莉雅 | 波格丹·佩特卡寧 |
| 2012 | 斯米亞 v 札拉塔（英語：Smyah v zalata） | 薇琪   | 阿森·布拉泰奇基 |
| 2013 | 心之罪（英語：Crimes of the Heart）          | 蕾妮   | 波格丹·佩特卡寧 |
| 2015 | 爆米花（英語：Popcorns）          | 布魯克 | 阿森·布拉泰奇基 |

## 外部連結
- 雅娜·梅里诺娃在互联网电影资料库（IMDb）上的資料（英文）